# Philippe Bouvard
Pour les articles homonymes, voir Bouvard.
Philippe Bouvard, né le 6 décembre 1929 à Coulommiers (Seine-et-Marne), est un journaliste français, dirigeant de presse, humoriste et présentateur de radio et de télévision, également écrivain, auteur de théâtre et dialoguiste au cinéma.
Il débute à la radio sur Radio Luxembourg au début des années 1960 et tient en 1965 à l'antenne une « Chronique parisienne ». Il devient rédacteur en chef et animateur de l'émission « RTL non stop », de 1967 à 1974.
Toujours sur RTL, il est le premier animateur de l'émission radiophonique Les Grosses Têtes entre la création de l'émission en 1977 et 2014. Le 23 juin 2024, lors de sa dernière chronique radiophonique sur RTL, il annonce prendre sa retraite en janvier 2025, à l'âge de 95 ans, après 60 ans de carrière. 
Dans le secteur de la presse, il entre au service photographique du quotidien Le Figaro comme coursier et rédige quelques légendes photographiques. En 1953, il devient journaliste et tient la rubrique parisienne et mondaine du journal. Critique à la plume sarcastique redoutée, il pilote de 1962 à 1973 les pages parisiennes du Figaro, puis est nommé rédacteur en chef au quotidien France-Soir, puis directeur et enfin éditorialiste jusqu'en 1998, avant de terminer sa carrière comme directeur général adjoint.
Conseiller technique pour différent journaux comme l'hebdomadaire L'Express en 1977, il est également chroniqueur à Paris Match de 1977 à 1992 ainsi que pour Le Point en 1983. Chroniqueur puis rédacteur en chef du journal France-Soir à partir de 1973, il est nommé en 1987 directeur général adjoint et directeur de la rédaction du quotidien jusqu'en 1989 mais il reste à la direction de la rédaction, jusqu'en 2003.
À la télévision il produit et présente différentes émissions autour des variétés, des entretiens en plateau et du spectacle, parmi lesquels on peut noter Samedi soir (1971) sur la deuxième chaîne de l'ORTF, Bouvard en liberté (1975), L'huile sur le feu (1976), Sur la sellette (1977) ou Passez donc me voir (1979) sur Antenne 2.
L'émission de télévision la plus populaire qu'il produit et présente est la quotidienne Le Théâtre de Bouvard sur Antenne 2, de 1982 à 1985. En 1987 il quitte le service public pour rejoindre la chaîne commerciale La Cinq et propose plusieurs formules s'inspirant de son succès télévisuel, mais il n'obtient qu'un semi-échec. Il revient sur Antenne 2 en 1990 avant de rejoindre la chaîne privée TF1 pour des divertissements et retransmissions spéciales télévisées de l'émission radio Les Grosses Têtes sur TF1. On le retrouve sur France 3 et France 2 entre 1997 et 2001, puis il apparaît sur la chaîne payante Paris Première en 2006 et renoue avec France 2 pour quelques émissions.
Durant sa carrière il signe plusieurs dizaines d'ouvrages portant sur de nombreux sujets et quelques autobiographies.

## Biographie

### Famille et jeunesse
Philippe Pierre Louis Bouvard est né le 6 décembre 1929 à Coulommiers en Seine-et-Marne. Il est le fils unique de Marcel Bouvard (Coulommiers, 1907 - Casablanca, 1972), primeuriste au Maroc puis directeur de sociétés en France, et d'Andrée Gensburger (1904-1984), juive d'origine alsacienne, et opticienne de métier,. Marcel Bouvard abandonne son épouse le jour de l'accouchement de Philippe, après lui avoir volé ses bijoux et ses économies,,,. Le 3 mars 1939, à Paris (9e arrondissement), Andrée se remarie le 1er mars 1939 avec Jules Luzzato, né le  30 avril 1907 à Paris, tailleur pour homme (petit-fils de rabbin, d'origine italienne par son père et lorraine par sa mère), qui devient ainsi le père adoptif, de Philippe Bouvard alors âgé de 9 ans.
Au printemps 1942 Jules Luzzato, résistant de la première heure, est arrêté par la Gestapo et interné à la prison de la Santé pour avoir livré des costumes civils aux déserteurs allemands. Sa femme sollicite l'un de ses proches, l'influent recteur de la grande mosquée de Paris, Si Kaddour Benghabrit, qui impressionne fortement le jeune Philippe Bouvard par sa culture, son œcuménisme, son élégance exotique, sa courtoisie et sa bonté quand sa mère et lui prennent régulièrement le thé à la menthe à la Grande Mosquée. Le recteur parvient à faire libérer Jules Luzzato quinze jours plus tard,. Au cours de la Seconde Guerre mondiale, Philippe se cache avec sa mère et échappe aux arrestations en déménageant une dizaine de fois entre La Baule, Limoges, le Loiret, le Midi, mais la famille Luzzato est déportée et ses grands-parents adoptifs assassinés à Auschwitz,,. Durant ces quatre années Philippe souffre d'avoir à se cacher en déménageant sans arrêt, d'être témoin de « scènes terribles », des « coups de botte » et de la déportation fatale de sa famille,.
Il est successivement élève à Paris aux lycées Rollin (aujourd'hui Jacques-Decour), Chaptal, Condorcet, Carnot, Janson-de-Sailly et Claude-Bernard, étant renvoyé de certains par manque d'assiduité ou indiscipline.
Sa vocation d'écrivain naît alors qu'âgé de huit ans il passe des vacances avec sa mère et son beau-père sur la Côte d'Azur. Sur la Croisette, à Cannes, il aperçoit un jour Jean Cocteau, conduit en limousine par un chauffeur de couleur en livrée, et croit que l'écriture apporte la fortune. Le 24 janvier 1944 il lance son premier journal de lycée, Schola 44, dans lequel il publie des éditoriaux et des nouvelles.
Après avoir échoué trois fois au baccalauréat, et muni de son seul certificat d'études primaires,, il entre au centre de formation des journalistes (CFJ) de Paris en 1948, dont il est renvoyé après quelques mois avec l'appréciation « n'est pas doué pour le journalisme mais réussira dans les professions commerciales », la direction s'étant aperçue qu'il se fait rémunérer par ses camarades pour rédiger des devoirs à leur place. Pendant son service militaire en Allemagne il est rédacteur en chef d'une revue de régiment, le Kléber Digest.
Philippe Bouvard exerce plusieurs professions, comme démarcheur d'encyclopédies ou vendeur de lunettes de soleil chez Lissac.

### Mariage
Le 31 octobre 1953, au Vésinet, il épouse Colette Sauvage (née le 31 mars 1936 au Vésinet), avec qui il a deux filles, Dominique (1954) et Nathalie (1964). Il dissimule un temps ses origines juives à sa future femme et se fait baptiser en cachette pour se marier (son parrain est le dessinateur Piem,), alors qu'elle est enceinte de leur premier enfant : « Je n'ai su qu'après qu'il était juif », confie-t-elle plus tard.

### Presse écrite
Alors qu'il songe à s'engager dans l'armée et à partir pour l'Indochine, il reçoit l'aide d'un ami, qui lui permet d'entrer en 1952 au service photographique du Figaro comme coursier. Il en profite pour obtenir un stage au service des informations générales, ce qui lui permet d'écrire quelques lignes pour légender les photos. Il décroche sa carte de presse le 5 janvier 1953, puis obtient quelques mois plus tard la rubrique parisienne et mondaine. Il terminera sa carrière dans ce journal avec le titre de directeur général adjoint.
Auteur à la plume redoutée, il obtient le Prix de la Chronique parisienne le 22 mai 1957. De 1962 à 1973 il dirige les pages parisiennes du Figaro, puis devient, à France-Soir, rédacteur en chef, directeur et enfin éditorialiste (succédant à Carmen Tessier) de 1973 à 1998.
Il a été conseiller technique, notamment pour l'hebdomadaire L'Express en 1977. Il est chroniqueur à Paris Match de 1977 à 1992, et au Point en 1983.
Chroniqueur puis rédacteur en chef du journal France-Soir à partir de 1973, il est nommé en 1987 directeur général adjoint et directeur de la rédaction du quotidien. L'actionnaire du journal, la Socpresse, met fin en 1989 à son contrat à la direction générale, Bouvard n'ayant pu empêcher la baisse de diffusion du journal de 20 % en deux ans malgré une énorme campagne de publicité. Il reste à la direction de la rédaction jusqu'en 2003.
Il collabore de 2003 à 2017 à la rédaction de Nice-Matin, où le site internet publie son billet quotidien. Le 30 décembre 2017 il informe dans son 5225e et dernier billet que sa chronique ne sera pas reconduite pour l'année 2018 en raison de difficultés financières rencontrées par le quotidien. « Les responsables [de Nice-Matin] se sont très mal conduits, a-t-il confié. Ils m’ont laissé la liberté d’annoncer mon départ dans une chronique. Je me suis moi-même salué, à défaut de l’être par mes employeurs ».
Il tient aussi un bloc-notes hebdomadaire dans Le Figaro Magazine, qui prend fin en 2020.

### Radio
Pendant les années 1960, en plus de son activité dans la presse écrite, il exerce des activités variées.
À la radio on l'entend comme intervieweur sur Radio Luxembourg, pour la société le Poste parisien, dans la série « Défendez-vous », au sein d'une équipe menée par André Gillois, qui contient entre autres participants Emmanuel Berl.
Il signe seul ou collectivement les dialogues de plusieurs films (Guerre secrète ; Moi et les hommes de quarante ans).
En 1965 il donne une « Chronique parisienne » sur Radio-Luxembourg (qui deviendra RTL en 1966). Il devient rédacteur en chef et animateur aux côtés de Nicole Tillet de l'émission « RTL non stop », présentée comme le « plus grand music-hall de France », de 1967 à 1974.

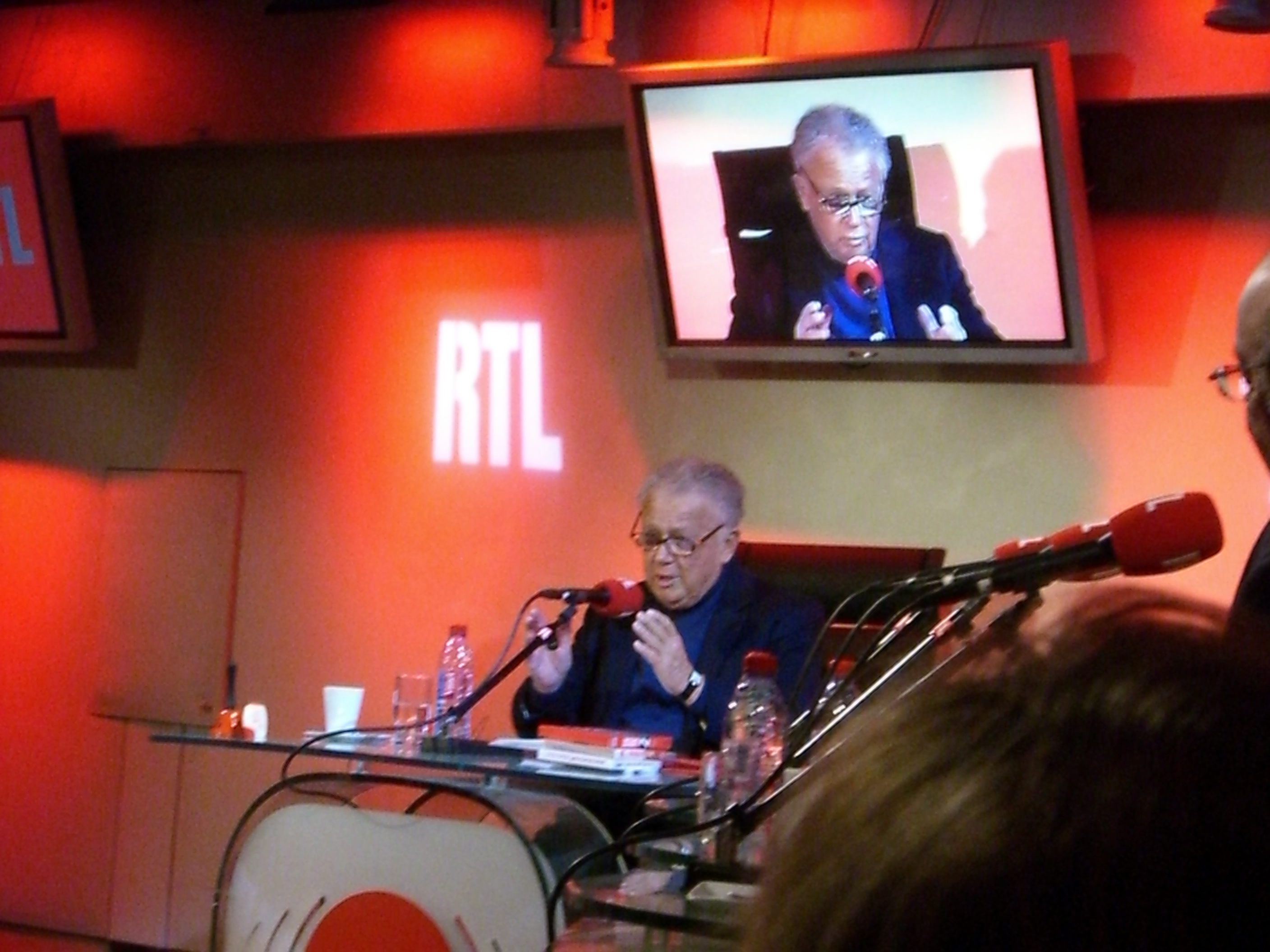
Philippe Bouvard sur le plateau des Grosses Têtes, sur RTL (diffusé à la télévision sur Paris Première), en 2009.

Voulant évoluer hors du divertissement, il est nommé rédacteur en chef du Journal de 13 heures de 1975 à 1976, mais cette fonction plus sérieuse déroute les auditeurs et le journal connaît un échec.

#### Les Grosses Têtes
En 1977 Jean Farran, directeur de la station, lui propose de revenir à son rôle d'amuseur et d'animer un divertissement quotidien : ainsi naît le 1er avril 1977 l'émission culturelle et humoristique Les Grosses Têtes, qui va devenir l'émission de radio la plus écoutée de France.
Le 23 septembre 1985 vers 23 h, à la sortie du studio de RTL où il vient d'enregistrer Les Grosses Têtes, un déséquilibré de 39 ans lui tire cinq fois dessus au pistolet à grenaille, le blessant légèrement au ventre et au doigt. L'individu explique son geste par le fait que, selon lui, Philippe Bouvard serait un agent du RPR ayant pour mission de poser des micros espions chez lui. Philippe Bouvard précise qu'il l'a remarqué depuis plusieurs jours dans le public des Grosses Têtes parce qu'il était le seul à ne jamais rire.
Pendant l'été 2000 la direction de RTL décide de rajeunir l'antenne : Philippe Bouvard est remercié et remplacé en septembre 2000 par Christophe Dechavanne.
Philippe Bouvard se retrouve à la rentrée sur la radio Europe 1, avec une chronique matinale quotidienne et une intervention en tant que chroniqueur dans l'émission On va s'gêner de Laurent Ruquier. Mais Dechavanne n'arrivant pas à s'imposer dans la case horaire, Philippe Bouvard est rappelé pour la reprise des Grosses Têtes le 26 février 2001. Il dirige l'émission jusqu'en 2014.
En septembre 2014, âgé de 84 ans, il est remplacé à l'animation des Grosses Têtes par Laurent Ruquier,. Lui qui aurait voulu travailler « jusqu'au bout » en ressent une « grande détresse » et un « gros chagrin ».

#### Allô Bouvardet diversification progressive
À compter du 30 août 2014, il anime une nouvelle émission sur la radio RTL : Allô Bouvard, programmée le samedi et le dimanche de 11 h 30 à 12 h 30. Dans cette émission, il répond aux questions que les auditeurs lui soumettent sur tous les sujets d’actualité,. Depuis la rentrée de septembre 2017, l'émission n'a plus lieu que le dimanche au même horaire. À partir de la rentrée de septembre 2018, l'émission va de 11 h 30 à midi. L'émission s'arrête en juillet 2020.
À compter de septembre 2020, il intervient, toujours sur RTL, tous les week-ends à 6 h 40 pour un petit éditorial d'environ 5 min : À mon humble avis.
Le 14 mars 2021, lors de son émission À mon humble avis, Philippe Bouvard tient un discours parsemé de remarques qualifiées de transphobes par différents médias (comme Têtu) et associations LGBT (comme SOS homophobie ou l'AJL),. Depuis la rentrée de septembre 2022 cette intervention n'a plus lieu que le dimanche au même horaire.
En Belgique, sur Bel-RTL, il tient de septembre 2014 à juin 2016 une rubrique quotidienne matinale (vers 7 h 20, en semaine) appelée Papier-Bouvard.
Il ne prend pas sa retraite mais réduit progressivement son activité et vit entre Paris et Cannes,. Il se dit agnostique et pense à la mort : « Le néant à perpète, ce n’est pas réjouissant ».
Le 25 juin 2023, il annonce dans sa pastille sur RTL, À mon humble avis, avoir resigné pour une cinquante-septième année dans la station. Il présentera une émission dominicale intitulée Bouvard se souvient où il racontera ses souvenirs.
Il annonce le 23 juin 2024, lors de sa dernière chronique de la saison des portraits de Philippe Bouvard, qu'il  prendra sa retraite à l'âge de 95 ans, après 60 ans de carrière à la radio, en janvier 2025.

### Télévision
À la télévision, il produit et anime de janvier 1971 à l'année 1975 une émission-débat d'actualité culturelle, Samedi soir, une adaptation pour la télévision de son émission radiophonique RTL Non Stop. L'émission, en prise sur le présent de la semaine ou même du jour, est réalisée en direct chaque samedi soir à l'étage du restaurant parisien Maxim's. Dans une ambiance de piano-bar chic, il reçoit pour de courts entretiens des personnalités en vue du monde du spectacle mais aussi du sport ou de la politique. C'est déjà, avant la lettre, une émission « people » où Bouvard se crée une réputation d'intervieweur à la fois sagace, ironique, vif et impertinent. De là provient une image d'oursin qu'il va cultiver et décliner dans les titres d'une série de livres, recueils d'anecdotes et de portraits de célébrités. Son expérience de chroniqueur et d'intervieweur lui donne la matière de plusieurs volumes où il se plaît à exercer sa verve en maniant un double registre, à la fois amical et caustique. Preuve de sa célébrité, il interprète son propre rôle en 1976 dans le film L'Aile ou la Cuisse de Claude Zidi.
À partir de 1982, il anime à la télévision (Antenne 2) Le Théâtre de Bouvard, une émission d'humour qui fera découvrir toute une génération de comiques, de Mimie Mathy à Chevallier et Laspalès en passant par Les Inconnus.
En 1987, il intègre l'équipe de La Cinq après l'entrée du groupe Hersant dans son capital.

### Autres activités
Il a été attaché de presse pour les Disques Barclay. Il a écrit une quarantaine de livres, des pièces de théâtre ainsi que des sketches.
De 1990 à 2006 il a dirigé la salle de spectacles Gaîté-Bobino.
Il vend en octobre 2016 ses objets de collection aux enchères. Le résultat atteint le triple des estimations.
Depuis ses 20 ans il a été un grand amateur de jeux de hasard ou d'argent : pile ou face, craps, baccara, blackjack, roulette, poker, bourse…, et a publié plusieurs livres sur le sujet, Tout sur le jeu, Joueurs, mes frères…, Impair et passe : un oursin sur les tapis verts,,.

### Faits divers
En 1979, après avoir abattu Jacques Mesrine, la police trouve dans une des poches de celui-ci une photo de la maison de Philippe Bouvard au Vésinet et de sa voiture, et un plan en vue de l'enlever.

## Publications
- Les passions du Dimanche, 1961
- Carnets mondains

- Ultra-guide de Deauville
- Paris la nuit, Grasset
- Petit précis de sociologie parisienne

- Lettre ouverte aux marchands du Temple
- Comment devenir animateur de radio sans se fatiguer
- Madame n'est pas servie, petit dictionnaire des patrons et domestiques, Paris, éditions de la Pensée moderne, 1965
- Un oursin dans le caviar, Stock, 1973

- Impair et passe : un oursin sur les tapis verts, Stock, 1975
- La Cuisse de Jupiter, Librairie Générale Française, 1976 (ISBN 978-2-253-01161-3)
- En pièces détachées, 1977 (ISBN 978-2-258-00326-2)
- Du vinaigre sur les huiles
- Et si je disais tout…, 1977, Stock  (ISBN 2-234-00637-6)
- Douze mois et moi, 1978, Stock  (ISBN 2-234-00843-3)
- Tous des hypocrites sauf vous et moi, Le Livre de Poche, 1980 (ISBN 978-2-253-02387-6)
- Un oursin chez les crabes, Stock, 1981
- Contribuables, mes frères, Robert Laffont, 1984 (ISBN 978-2-221-06736-9)
- Le Petit Bouvard illustré : dictionnaire des idées reçues et rejetées, France Loisirs, 1986 (ISBN 2-7242-3044-2)
- Cent voitures et sans regrets, J.-C. Lattes, 1990 (ISBN 978-2-7096-0915-9)
- Un homme libre, Grasset, 1995 (ISBN 978-2-246-46191-3)
- La Grinchieuse, Albin Michel, 1996 (ISBN 978-2-226-08498-9)
- 20 ans de Grosses Têtes avec Jérémie Gazeau, Le Cherche-midi, 1996 (ISBN 978-2-86274-430-8)
- Journal drôle et impertinent, J'ai lu, 1999 (ISBN 978-2-290-05186-3)
- Joueurs, mes frères…, Robert Laffont, 1999 (ISBN 978-2-221-08700-8)
- Les Pensées, Pocket, 1999 (ISBN 978-2-266-06464-4)
- Pas de quoi être fier, Robert Laffont, 1999 (ISBN 978-2-221-05189-4)
- Maximes au minimum, Robert Laffont, 1999 (ISBN 978-2-221-04476-6)
- Journal 1997-2000, Le Cherche-midi, 2000 (ISBN 978-2-86274-743-9)
- Le Meilleur des Grosses Têtes : 25 ans de fous rires, Le Cherche-midi, 2001 (ISBN 978-2-86274-868-9)
- Histoire d'une famille : Le Roman du groupe Barrière, Le Cherche-midi, 2001 (ISBN 978-2-86274-881-8)
- La Belle Vie après 70 ans, Albin Michel, 2002 (ISBN 978-2-226-12803-4)
- Auto-psy d'un bon vivant : Journal 2000-2003, Le Cherche midi, 2003 (ISBN 978-2-7491-0105-7)
- Des Femmes, Flammarion, 2004 (ISBN 978-2-08-068172-0)
- Les Grosses Têtes, Seine, 2004 (ISBN 978-2-7382-1151-4)
- Mille et une pensées, Le Cherche Midi, 2005 (ISBN 978-2-7491-0379-2)
- Riez avec les Grosses Têtes, Le Cherche Midi, 2005 (ISBN 978-2-86274-274-8)
- Un amour impossible, Le Cherche Midi, 2006 (ISBN 978-2-7491-0523-9)
- Le Grand Livre des Grosses Têtes, Le Cherche midi, 2007 (ISBN 978-2-7491-0625-0)
- Tout sur le jeu. Les joueurs, les jeux, les casinos, Flammarion, 2008 (ISBN 978-2-0806-8829-3)
- Portraits pour la galerie, Albin Michel, 2009
- Almanach 2009 des Grosses Têtes, Michel Lafon, 2009
- Des pensées sans compter, Le Cherche Midi, 2009 (ISBN 2-7491-1508-6)
- Je suis mort, et alors ?, Flammarion, 2009

- Almanach 2010 des Grosses Têtes, Michel Lafon, 2010
- Ma vie d'avant, ma vie d'après, Flammarion, 2011
- Almanach 2011 des Grosses Têtes, Michel Lafon, 2011
- Le bourgeois théâtreux, Flammarion, 2012 (ISBN 978-2-0812-7708-3)
- Le cahier d'activités des Grosses Têtes, Michel Lafon, 2012
- Almanach 2012 des Grosses Têtes, Michel Lafon, 2012
- Je crois me souvenir…, Flammarion, 2013  (ISBN 978-2-08129-413-4)
- Almanach 2013 des Grosses Têtes, Michel Lafon, 2013
- Les morts seraient moins tristes s'ils savaient qu'ils pourront encore se tenir les côtes en regardant les vivants, Flammarion, 2014.
- Bouvard de A à Z, Flammarion, 2014
- Almanach 2014 des Grosses Têtes, Michel Lafon, 2014
- Gaston et Gontran : roman, Flammarion, 2015
- Almanach 2015 des Grosses Têtes, Michel Lafon, 2015
- Mes dernières pensées sont pour vous, Flammarion, 2017
- Quand j'ai commencé à broder, les haricots avaient encore des fils… 35 ans de chroniques, Plon, 2019
- Des grumeaux dans la passoire, Plon, 2020

- On s'en souviendra !, L'Archipel, 2021  (ISBN 978-2-80984-256-2)

- Le petit monde de Don Bouvardo, L'Archipel, 2022  (ISBN 280984495X)

Théâtre
- 1977 : Au plaisir Madame de Philippe Bouvard, mise en scène Jean-Marie Rivière, Théâtre Michel

## Émissions de télévision
- 1971-1975 : Samedi soir (dans le restaurant Maxim's) sur la deuxième chaîne de l'ORTF
- 1975 : Bouvard en liberté sur Antenne 2
- 16 mai 1975 : avec Dalida, orchestre de Jean Morlier[Quoi ?]
- 1975-1976 : Dix de der sur Antenne 2
- 1976-1977 : L'huile sur le feu sur Antenne 2
- 1977-1978 : Le dessus du panier sur Antenne 2
- 1978-1979 : Sur la sellette sur Antenne 2
- 1979-1982 : Passez donc me voir sur Antenne 2
- 1982-1985 : Le Théâtre de Bouvard sur Antenne 2
- 1985 : La 2500e des Grosses Têtes sur Antenne 2
- 1986 : Le Petit Bouvard illustré sur Antenne 2
- 1986-1987 : Le Nouveau Théâtre de Bouvard sur Antenne 2
- 1987 : 5 rue du théâtre sur La Cinq
- 1987-1989 : Boulevard Bouvard sur La Cinq
- 1989 : Bouvard et compagnie sur La Cinq
- 1989 : Bar des ministères sur La Cinq
- 1990-1991 : Les drôles de têtes sur Antenne 2
- 1992 : La 5000e des Grosses Têtes sur TF1
- 1992, il anime l'émission La Première Fois sur TF1 avec Christophe Dechavanne
- 1992-1997, il adapte son émission phare Les Grosses Têtes en version télé sur TF1.
- 1993-1994 : Le Pied à l'étrier sur TF1
- 1994-1996 : Les Grosses Têtes en fête sur TF1
- 1997-1999 : Bouvard du rire sur France 3
- 2000 : Bouvard des succès sur France 2
- 2001 : Abracadabrantesque sur TF1
- 2006-2014 : Les Grosses Têtes sur Paris Première
- 2013 : Les 30 ans du Petit Théâtre de Bouvard sur France 2
- 2014 : Les Grosses Têtes : Nos 37 ans de bonheur sur France 2

## Filmographie
- 1957 : Vacances explosives, de Christian Stengel : François Morel (le marié)
- 1965 : Moi et les hommes de quarante ans  de Jack Pinoteau (écriture des dialogues)
- 1969 : Paris top secret de Pierre Roustang : voix
- 1976 : L'Aile ou la Cuisse de Claude Zidi : Son propre rôle
- 1983 : Dorothée : Le Show

## Récompenses et distinctions

### Décorations françaises
- Chevalier de la Légion d'honneur. Jean-Pierre Raffarin lui a remis les insignes le 31 mai 2005, le jour même de sa démission[44].
- Chevalier de l'ordre national du Mérite[réf. nécessaire].
- Commandeur de l'ordre des Arts et des Lettres le 16 septembre 2019[45].

### Décorations étrangères
- Grand-croix de l'ordre d'Isabelle la Catholique (Espagne).[réf. nécessaire]
- Commandeur de l'ordre de la Couronne (Belgique)[46]

### Autres distinctions
Laurier d'or de la radio pour l'émission Les Grosses Têtes et l'ensemble de sa carrière, le 17 février 2014.
Membre de l'Académie Alphonse Allais.

### Parrainage
Il est l'un des parrains de l'association France Cancer.

### Buste
Un buste en glaise de Philippe Bouvard a été réalisé par le sculpteur Daniel Druet.

### Documentaires
- « Philippe Bouvard, ambitions inachevées », Un jour, un destin, Laurent Delahousse, diffusé le 7 décembre 2014 sur France 2.

« Les années Bouvard : Le rire et l’impertinence » (Mireille Dumas), diffusé le 4 janvier 2019 sur France 3.